# Стационе ди Итри (Латина)
Стационе ди Итри је насеље у Италији у округу Латина, региону Лацио.
Према процени из 2011. у насељу је живело 41 становника. Насеље се налази на надморској висини од 98 м.